# Miami
För andra betydelser, se Miami (olika betydelser).

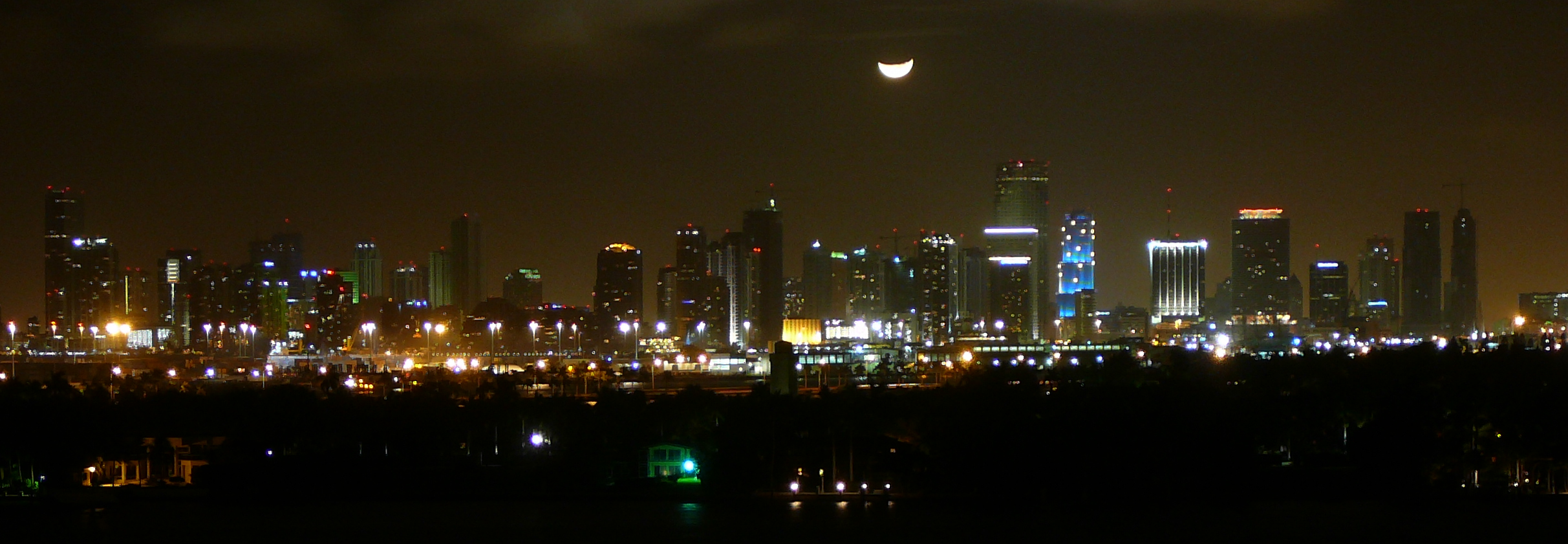
Måne över Miami

Miami är den näst största staden i den amerikanska delstaten Florida efter Jacksonville. 
Den absolut största etniska minoritetsgruppen i Miami är latinamerikaner, en heterogen grupp som dessutom växer långt snabbare än vita, "europeiska" amerikaner i området. Ett betydande antal av latinamerikanerna är illegala invandrare som sökt sig till USA för ett bättre liv. Kubanerna är kanske mest framträdande bland de många latinamerikanska grupperna. En stor del av dessa kubaner kom till Miami under 1960-talet, efter Fidel Castros maktövertagande. Stadsdelen Little Havana är kubanernas "eget" distrikt och här hörs mer spanska än engelska. Spanskan har över huvud taget fått snudd på officiell status bredvid engelskan i Miami på grund av den stora andelen spansktalande. På 1980-talet kom en ny våg med latinamerikanska immigranter, denna gång från Centralamerika och Colombia. Till följd av den stora invandringen från främst Kuba är karibisk spanska den vanligaste spanska dialekten i staden. De latinamerikanska influenserna präglar Miamis nöjes- och kulturliv. Staden är en av de viktigaste platserna för den latinamerikanska världens television-, musik- och övrig underhållningsproduktion.
Cirka 22 procent av de boende i staden är afroamerikaner, många av dem invandrare från Karibien. Av miamiborna lever cirka 29 procent under fattigdomsgränsen, vilket enligt United States Census Bureau gör staden till en av landets fattigaste. Som en kontrast till detta ser man också iögonfallande rikedom i Miami-området, inte minst i lyxvillornas Coral Gables.

## Klimat
Trots att staden ligger över 200 km norr om den tropiska zonen så har Miami ett tropiskt monsunklimat med heta, fuktiga och nederbördsrika somrar och varma, torra vintrar. Detta beror framförallt på golfströmmen som passerar tätt intill staden och höjer genomsnittstemperaturen med några grader. Den årliga genomsnittliga temperaturen är 28 °C under dagen och 20 °C under natten.
Temperaturerna på sommaren ligger stadigt runt 30-33 °C dagtid och runt 23-25 °C nattetid. Under den svalare vintern är temperaturerna mer instabila, och kan variera mycket från dag till dag, 20-28 °C dagtid och 10-18 °C nattetid, med lägre luftfuktighet. Det kommer dock ibland in lågtryck under vintern som ger dagstemperaturer som ej når över 20 °C, och temperaturen faller ibland ner mot runt 5 °C på natten. Den kallaste temperaturen som någonsin mätts i Miami är -3 °C.
Normala temperaturer och nederbörd i Miami
|                                            | Jan | Feb | Mar | Apr | Maj | Jun | Jul | Aug | Sep | Okt | Nov | Dec |
| ------------------------------------------ | --- | --- | --- | --- | --- | --- | --- | --- | --- | --- | --- | --- |
| Normaldygnets maximitemperaturs medelvärde | 24  | 25  | 26  | 28  | 30  | 31  | 32  | 32  | 31  | 29  | 27  | 25  |
| Normaldygnets minimitemperaturs medelvärde | 14  | 14  | 16  | 18  | 21  | 24  | 25  | 25  | 24  | 22  | 19  | 15  |
|                                            |     |     |     |     |     |     |     |     |     |     |     |     |
| Nederbörd                                  | 51  | 52  | 61  | 72  | 158 | 237 | 145 | 192 | 194 | 143 | 68  | 46  |

| Diagram | temperaturer i °C • månadsnederbörd i mm | temperaturer i °C • månadsnederbörd i mm | temperaturer i °C • månadsnederbörd i mm | temperaturer i °C • månadsnederbörd i mm | temperaturer i °C • månadsnederbörd i mm | temperaturer i °C • månadsnederbörd i mm | temperaturer i °C • månadsnederbörd i mm | temperaturer i °C • månadsnederbörd i mm | temperaturer i °C • månadsnederbörd i mm | temperaturer i °C • månadsnederbörd i mm | temperaturer i °C • månadsnederbörd i mm | temperaturer i °C • månadsnederbörd i mm |
|         | 51 24 14                                 | 52 25 14                                 | 61 26 16                                 | 72 28 18                                 | 158 30 21                                | 237 31 24                                | 145 32 25                                | 192 32 25                                | 194 31 24                                | 143 29 22                                | 68 27 19                                 | 46 25 15                                 |

| Jan         | Feb         | Mar         | Apr         | Maj         | Jun         | Jul         | Aug         | Sep         | Okt         | Nov         | Dec         |
| ----------- | ----------- | ----------- | ----------- | ----------- | ----------- | ----------- | ----------- | ----------- | ----------- | ----------- | ----------- |
| 22 °C 72 °F | 23 °C 73 °F | 24 °C 75 °F | 25 °C 77 °F | 27 °C 81 °F | 28 °C 82 °F | 29 °C 84 °F | 30 °C 86 °F | 29 °C 84 °F | 27 °C 81 °F | 25 °C 77 °F | 23 °C 73 °F |

Visa eller redigera grafens rådata.

Temperaturen i havet är instabil och varierar mycket men är alltid varm tack vare golfströmmen. 21-23 °C som kallast under vintern och runt 27-30 °C som varmast under sommaren.

## Geografi
Miami ligger på fastlandet väster om ön och grannstaden Miami Beach längs Floridas atlantkust, ner mot den långsmala kustvägen till Key West. Öster om staden ligger även något mindre öar som Virginia Key (som tillhör Miami) och Key Biscayne (som är en egen ort). Staden har en yta av 143,1 kvadratkilometer och en befolkning som uppgår till 404 500 invånare (2005). Storstadsområdet Miami-Fort Lauderdale-Miami Beach har 5 463 857 invånare (2006). Staden är huvudort för Miami-Dade County.
Miami är en av USA:s absolut viktigaste hamnstäder. Många av de västindiska nöjeskryssningarna utgår från staden. 

### Andra städer inom samma latitud
- Dubai, Förenade Arabemiraten
- Nassau, Bahamas
- Marsa Alam, Egypten
- Taipei, Taiwan

## Kommunikationer
Miami har en spårväg som kallas för Metrorail och går ovan jord, vilken binder samman Miamis norra delar med de södra via citykärnan. I citykärnan finns även en monorail kallad Metromover som transporterar passagerare i de mest centrala delarna. I övrigt går lokalbussar över större delen av storstadsområdet. Kollektivtrafiken organiseras av Miami-Dade Transit.

## Flygplatser
Miami International Airport är den största flygplatsen i Miami med över 35 miljoner passagerare per år och näst flest internationella passagerare i landet efter Kennedy-flygplatsen i New York. Flygplatsen fungerar som nav för American Airlines, framförallt till och från Karibien och Latinamerika. Flera europeiska flygplatser trafikeras från Miami, bland andra Amsterdam, Barcelona, Frankfurt, London-Heathrow, Madrid och Paris-CDG.
Andra flygplatser i storstadsområdet:
- Fort Lauderdale-Hollywood International Airport (34 km norr om Miami)
- Opa-Locka Airport (16 km norr om Miami)
- Kendall-Tamiami Airport (21 km söder om Miami)

## Sport

### Professionella lag i de stora lagsporterna
- NFL – amerikansk fotboll
  - Miami Dolphins
- NBA - basketboll
  - Miami Heat
- NHL - ishockey
  - Florida Panthers
- MLB - baseboll
  - Miami Marlins
- MLS - fotboll (soccer)
  - Inter Miami CF
- CFL - curling
  - Miami Curling Team
- Overwatch league - Dataspel
  - Florida Mayhem

## Galleri

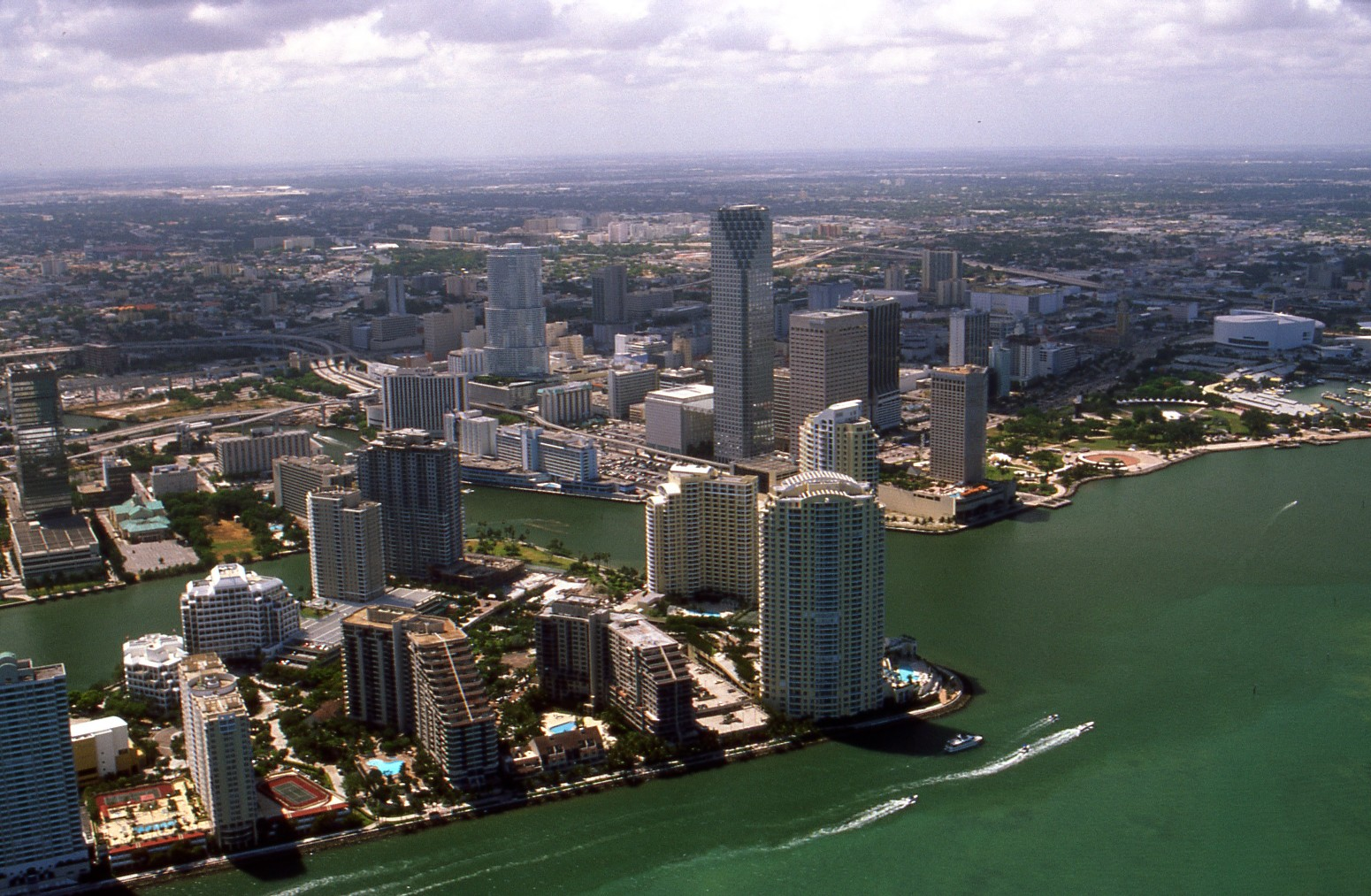
Flygbild över centrala Miami.
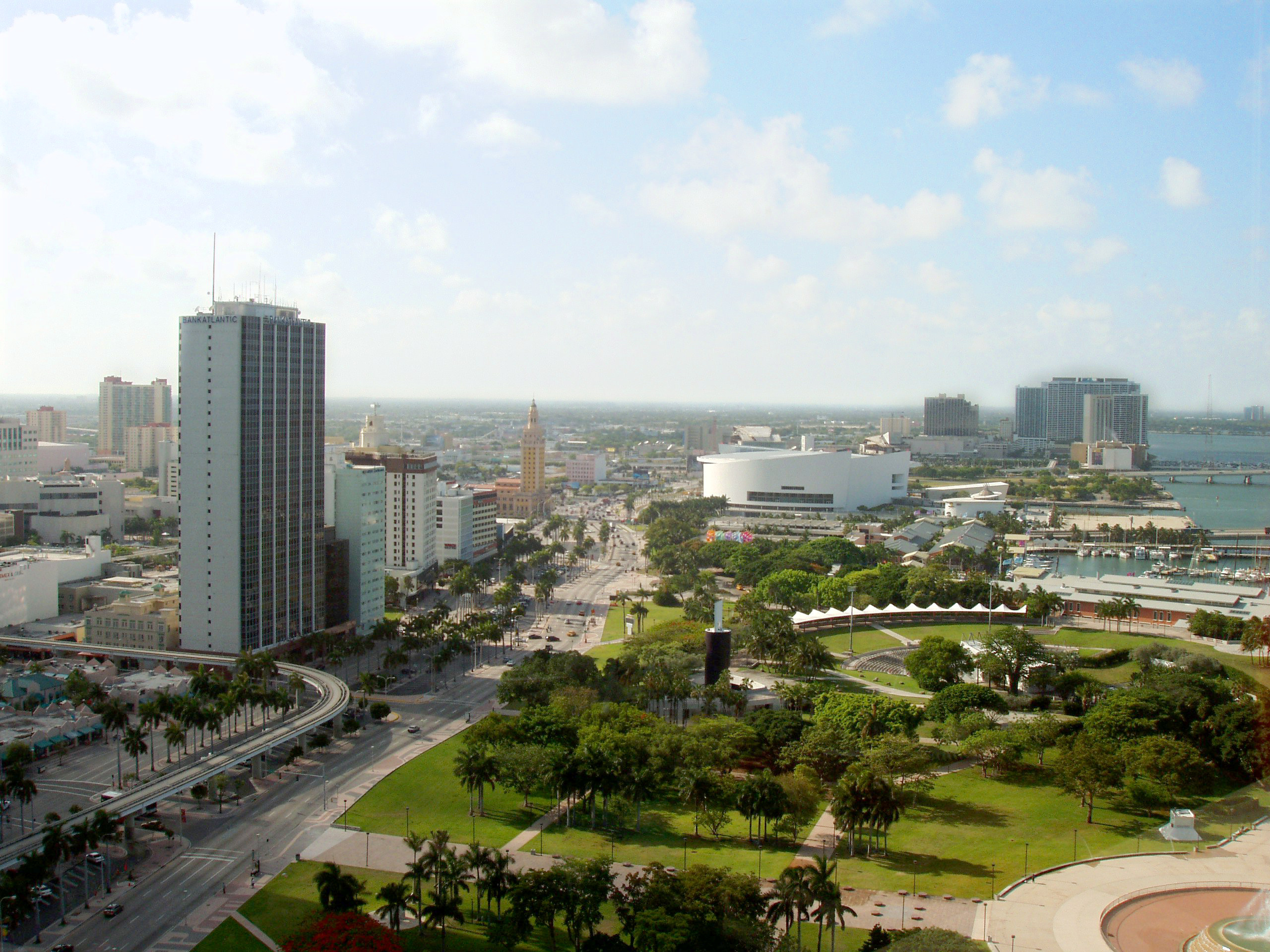
Centrala Miami
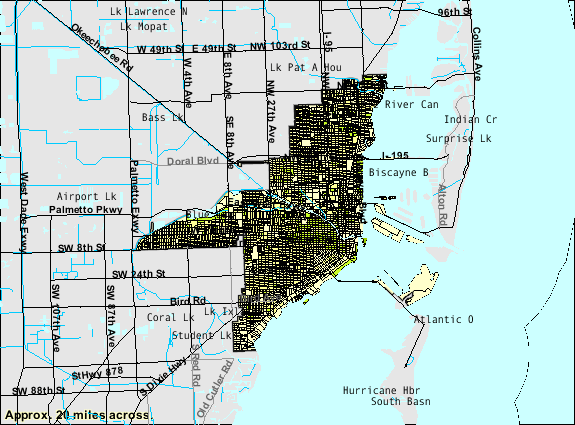
Stadens gränser
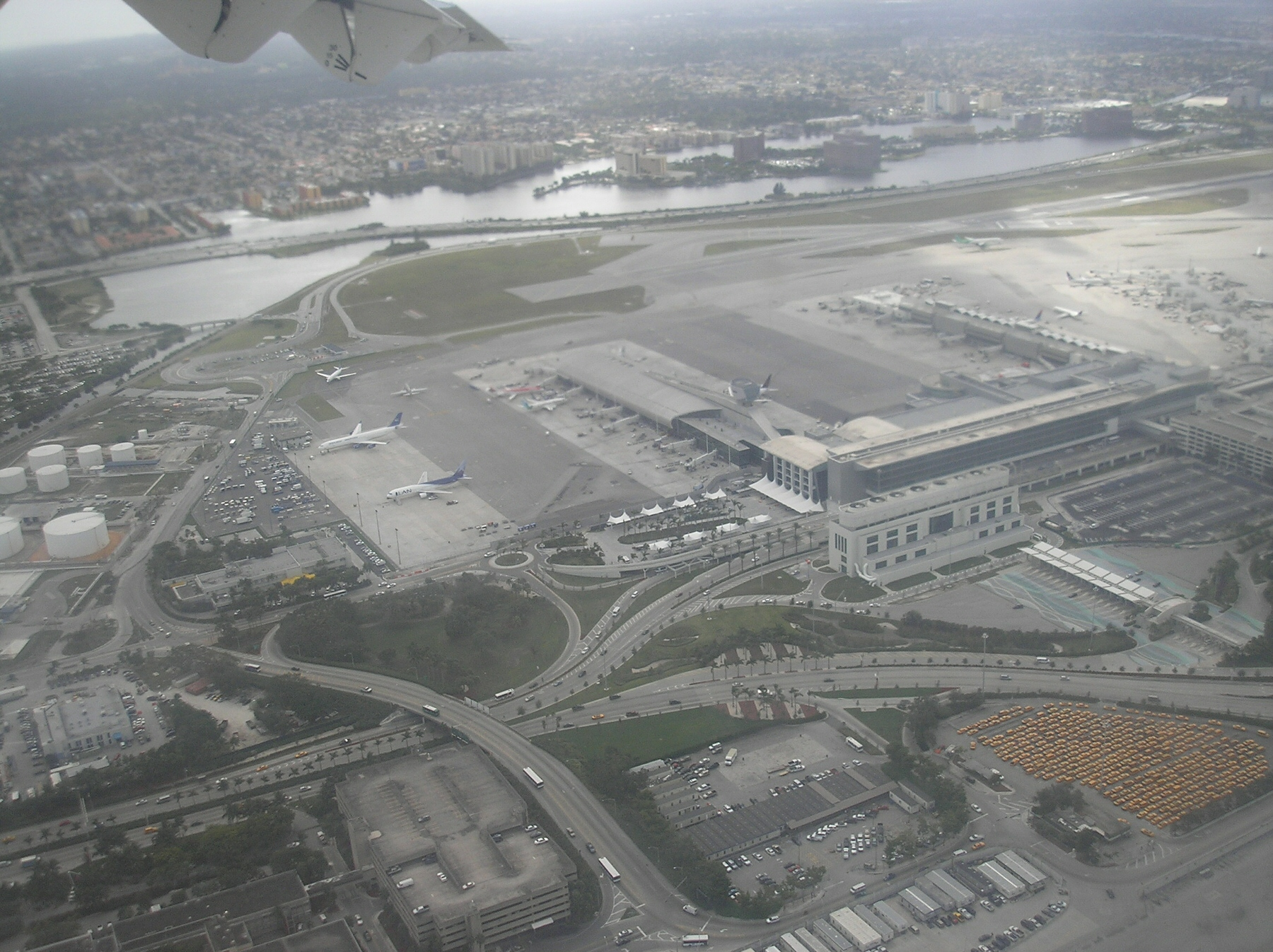
Miami International Airport